# Nymölla
Nymölla – miejscowość (tätort) w Szwecji, w regionie administracyjnym (län) Skania, w gminie Bromölla.
Według danych Szwedzkiego Urzędu Statystycznego liczba ludności wyniosła: 274 (31 grudnia 2015), 264 (31 grudnia 2018) i 267 (31 grudnia 2019).